# Marina Kondratieva
Pour les articles homonymes, voir Kondratieva.
Marina Viktorovna Kondratieva (en russe : Мари́на Ви́кторовна Кондра́тьева), née le 1er février 1934 à Léningrad (RSFS de Russie, URSS) et morte le 8 juillet 2024 à Moscou (Russie), est une ballerine soviétique puis russe, première danseuse (équivalent à « étoile » en France) du ballet du Bolchoï. Elle a reçu le titre d'artiste du peuple d'URSS en 1976. Elle a poursuivi ensuite une longue carrière de pédagogue.

## Biographie
Marina Kondratieva naît en 1934 à Léningrad, fille de Viktor Kondratiev (1902-1979), célèbre académicien, docteur en sciences physiques et mathématiques, lauréat du prix Staline de Ire classe en 1946. Elle est recommandée par Agrippina Vaganova à l'École chorégraphique de Moscou dont elle est diplômée en 1952 dans la classe de Galina Petrova et ensuite elle est engagée dans la troupe du ballet du Bolchoï. Elle a pour pédagogue-répétitrice Marina Semionova. Elle a pour partenaire Maris Liepa, ainsi que Nikolaï Fadeïetchev, Mikhaïl Lavrovski, Boris Khokhlov, V. Tikhonov, Iaroslav Sekh, etc.
Elle est diplômée en 1980 de l'Institut d'État d'art dramatique Lounartchaski (GITIS) de Moscou.
Elle commence sa carrière de pédagogue au ballet classique de Moscou (aujourd'hui théâtre de ballet Kassatkina et Vassiliov). En 1980-1987, elle enseigne au GITIS et est dozent en 1986. En plus de son travail au ballet du Bolchoï, Marina Kondratieva donne des leçons à l'Institut de danse de Moscou et en 1990-2000 elle enseigne le ballet classique à l'Académie de chorégraphie de Moscou. Elle est nommée professeur en 1999.
Elle répète avec les ballerines du Théâtre du ballet classique (Margarita Perkoun-Bebezitchi) et avec des artistes du Bolchoï-Studio Grogorovitch. Elle devient maîtresse de ballet et metteur en scène à partir de 1988. Elle met en scène au Bolchoï le grand pas de Paquita d'après la chorégraphie de Petipa et le pas de quatre de la chorégraphie d'Anton Doline.
Elle dirige au Bolchoï les classes féminines et est maîtresse répétitrice. Elle prépare et suit la carrière de grandes solistes comme Lioudmila Semeniaka (elles préparent ensemble Chopiniana), Nadejda Gratchiova, Anna Antonitcheva, Ekaterina Chipoulina, Nina Kaptsova, Natalia Ossipova, Olga Smirnova, etc., ainsi que dernièrement Ioulia Stepanova, A. Tourazachvili, N. Birioukova...
Marian Kondratieva est nommée en 2013 membre du conseil artistique de la troupe du ballet du Bolchoï.

## Distinctions
- 1955 — premier prix du Ve festival international de la jeunesse et des étudiants à Varsovie
- 1961 — artiste émérite de RSFSR
- 1965 — artiste du peuple de RSFSR
- 1976 — artiste du peuple de l'URSS (25 mai 1976)[3]
- 1959 —  Ordre de l'Insigne d'honneur
- 2001 —  Ordre de l'Honneur (Russie)[4]
- 2003 — gratitude du ministre de la Culture de la fédération de Russie (28 mars 2003)[5]
- 2003 — prix « L'Âme de la danse » du magazine Ballet dans la catégorie enseignant
- 2022 — Masque d'or[6].

## Citations
« Si Terpsichore existait vraiment, Marina Kondratieva serait son incarnation. On ne sait et on ne peut savoir quand elle va tomber au sol. On ne voit que ses yeux, puis des jambes légères et gracieuses, puis une seule main expressive. Tout ceci raconte ensemble de merveilleuses histoires dans un langage convaincant. Voici un tour d'épaule à peine perceptible — et elle n'est plus là ! Il semble qu'elle n'ait jamais été là. Elle est comme un nuage rose de l'aurore: elle apparaît, puis elle fond sous nos yeux. » (Kassian Goleïzovski)
« La pureté et la légèreté étaient inhérentes non seulement à sa danse, mais aussi à son âme. Bien sûr, c'était une vraie muse - à ce moment-là à la fois la mienne et celle de Leonid Lavrovski. » (Iaroslav Sekh)
« Le plus haut professionnalisme de Kondratieva se délecte non seulement de ses performances en solo, mais aussi des duos et des ensembles avec d'autres solistes. Être un partenaire fiable est aussi un art. Et comment y parvenir reste un secret pour beaucoup. » (Maris Liepa)
« Sa danse évoquait en moi des associations avec la peinture japonaise, les traits les plus fins et les plus expressifs, avec des traits transparents d'aquarelles. » (Lioudmila Semeniaka)